# Barrett Long
Barrett Long, noto anche con lo pseudonimo di Steve Turbo (California, 6 novembre 1982), è un attore pornografico e regista pornografico statunitense.

## Biografia
Barrett Long ha iniziato la propria carriera nel mondo della pornografia all'età di venti anni. I suoi primi film sono stati prodotti dalla All Worlds Video, successivamente ha lavorato principalmente per la Falcon Studios.
Non circonciso, si è distinto per le grandi dimensioni del suo pene che, in erezione, raggiunge la lunghezza di circa undici pollici (28 centimetri). Proprio per questa caratteristica è stato selezionato in numerosi film incentrati proprio sulle dimensioni del pene dei protagonisti. Tra cui Big Dick Club 1 del 2006 e Big Dick Society 1 del 2008 entrambi diretti da Chris Steele, e Big Dicks, Petite Chicks 2, film etero, dove ha recitato al fianco di Jordan Ash, Brianna Beach e Adriana Deville.
Nei suoi film ha assunto generalmente il ruolo di attivo per il quale, nel 2009 ha ottenuto anche la nomination ai GayVN Awards nella categoria Best Top.
Come regista, per la casa di produzione cinematografica Dirty Bird Pictures, ha diretto la serie Barrett Long's XXX Amateur Hour, giunta alla ventottesima edizione, nel quale ha anche recitato. Il sesto episodio XXX Amateur Hour Volume 6, con Eddie Diaz, Kurt Wild e Rocco è stato premiato con il GayVN Awards 2009 Best Cum Shot

## Riconoscimenti
- 2007 Grabby Awards Best Cock (uncut).[3]
- 2008 Golden Dickie Best Performer (Top).[4][5]
- 2008 International Escort Awards (The Hookies) nomination Biggest Dick.[6]
- 2009 GayVN Awards Best Cum Shot in "XXX Amateur Hour, Volume 6".[2]
- 2009 GayVN Awards candidatura come Performer of the Year.[7]
- 2009 GayVN Awards candidatura come Best Top.
- 2010 International Escort Awards (The Hookies) Biggest Dick[8]

## Filmografia

### Regista
- XXX Amateur Hour (2007)
- Barrett Long's XXX Amateur Hour 4 and 5 (2007)
- XXX Amateur Hour 2 (2008)
- Barret Long's XXX Amateur Hour 6 (2008)
- Barrett Long's XXX Amateur Hour 7-11, 14 and 16 (2009)

### Attore

#### Tematica eterosessuale
- Ariana Jollee's No Holes Barred (2005)
- Big Dicks Petite Chicks 2 (2007)
- California Orgy 3 (2007)
- Gangland White Boy Stomp 17 (Asian Edition) (2007)
- Mayhem 3 (2007; a MILF)
- Suburban Sex Parties (2007)

#### Tematica omosessuale
- Playing With Fire 3 (2002) - Ruolo passivo
- BackBone (2003)
- Few, The Proud, The Naked 13 (2003)
- Naked Sword (2003 - solo masturbazione)
- Real Sword (2003) - Bottom
- Best of Barrett Long (2004)
- Dirk Yates Live 6 (2004)
- Dirk Yates' Private Amateur Collection 215 e Collection 220 (2004)
- Getting It Straight (2004)
- Longshot... Making the Game (2004)
- Me Myself and I (2004)
- A Matter of Size 2 (2005) - Top
- Bootstrap (2005)
- Entourage: Episode I and II (2005)
- Hard Cops 2 (2005)
- Through the Woods (2005)
- Wet Palms: Season 1, Episode 9 (2005)
- Wild Ranger 3: Hot on Their Tail! (2005)
- Best of Dean Monroe (2006)
- Big Dick Club 1 (2006)
- Beach House Diaries (2007)
- Best of Brad Patton (2007)
- Big Boat (2007)
- Long Deployment 3 (2007)
- Pack Attack 3: C>J. Knight (2007)
- Playback (2007 - masturbating)
- Porne Ultimatum (2007)
- Big Dick Society 1 (2008)
- Fleet Week (2008)
- Hot Jocks Nice Cocks 1 (2008)
- Long Deployment 2 (2008)
- Men Hard at Work 1 (2008)
- Wet Sex 2 (2008)
- Face Fuckers 1 (2009)
- Top Brass: Military Issue 6 (2009)